# Transacqua
Transacqua – miejscowość i gmina we Włoszech, w regionie Trydent-Górna Adyga, w prowincji Trydent.
Według danych na rok 2004 gminę zamieszkuje 1939 osób, 55,4 os./km².

## Linki zewnętrzne

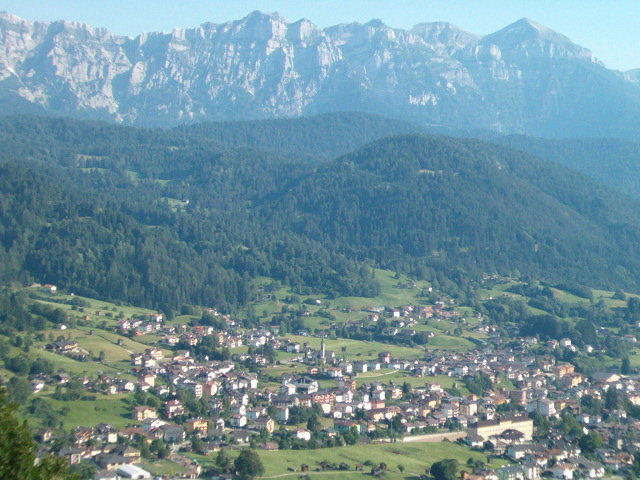
Widok na miasto